# Elatostema philippinense
Elatostema philippinense är en nässelväxtart som beskrevs av Adolph Daniel Edward Elmer. Elatostema philippinense ingår i släktet Elatostema och familjen nässelväxter. Inga underarter finns listade i Catalogue of Life.